# 282. pehotni polk (Italija)
282. pehotni polk Foggia je bil pehotni polk Kraljeve italijanske kopenske vojske.